# 居酒屋タクシー
居酒屋タクシー（いざかやタクシー）とは、乗客に酒と肴を提供するタクシー事業におけるサービス、ないしそのサービスを行うタクシーのことである。主に、上得意客を獲得するための利益供与として行われる。2008年に日本の中央省庁に勤務する国家公務員が利用していたことを、マスメディアや野党が取り上げ、公務員の倫理に照らして不適切なものであるとする批判がなされ、最終的に悪質な事案について、33人の職員に懲戒処分が下されたほか、タクシー事業者にも道路運送法違反で行政処分が下された。

## 公務員の利用による倫理保持上の問題

### 概要
日本の中央省庁等に勤務する職員（国家公務員の一般職）は、予算編成や質問主意書や国会答弁の準備などで、深夜まで残業することが多く、勤務時間が終電後の時間帯に及んだ場合、公費で購入されたタクシーチケットを使って帰宅出来る。かつては、その車中でタクシー運転手が缶ビールや肴などを、無料で提供するサービスが広く行われていた。この慣行は、リベート（収賄や贈賄）ないし国家公務員倫理規定の違反であるとして、2008年（平成20年）に、マスコミで批判的に報道され、長妻昭衆議院議員ら民主党議員の集中的な追及を、国会で受けることとなった。
府省側の調査の結果、17省庁・機関の職員1402人が、ビール・金品などの提供を受け、そのうち3人が現金を、55人が金券（商品券や図書券等）を受け取ったことが分かった。調査の過程で、正規の運賃より高額の請求を行う様に教唆した上で、差額のキックバックを要求する職員も居た事が明らかになっている。職員はタクシー運転手と懇意となり、電話番号を教え、特定のタクシーを呼び出して利用することで、贈与・接待を行ったタクシー事業者と結びついていた。利用者にとっても馴染みのタクシー運転手であれば、自宅住所やそこまでの道程を承知しており、その都度指示する必要が無くて、使いやすいという利点もあった。
東京都や京都市や大阪市など、地方公共団体の地方公務員も『居酒屋タクシー』を利用していたことが判明している。

### 利用者の処分
各任命権者は、国家公務員倫理法等違反で、職員33人を国家公務員法に基づく懲戒処分とし、623人に各府省の内規に基づく訓告・厳重注意などの矯正措置を採った。
国家公務員倫理規定は、利害関係者以外の事業者等からであっても、供応接待を繰り返し受ける等、社会通念上相当と認められる程度を超えて供応接待又は財産上の利益の供与を受けてはならない（5条1項）と定めており、主にこれに違反すると判断された。
倫理法・倫理規定を運用する、人事院の国家公務員倫理審査会は、居酒屋タクシー問題で多数の処分者が出たことを受け、「会長から各府省等の倫理監督官に対し、倫理研修等を通じた倫理意識の高揚や倫理事務担当者への相談の周知徹底など、職員の職務に係る倫理の保持の徹底を要請する通知」を発出した。2008年度の公務員白書（年次報告書）では、このタクシー内接待事案を挙げて、倫理規定が「倫理法等違反の件数は、顕著に増加する傾向にあり、未だ一人ひとりの公務員の中に、行動規範として十分に浸透・定着したとは言いがたい状況にある」と分析した。

### タクシー事業者の処分
職員に現金・金券を渡した、東京都の個人タクシー運転手11人に、国土交通省関東運輸局により、その行為が道路運送法が定める、運賃又は料金の割戻しの禁止（10条）に違反するとして、2008年（平成20年）11月28日付けで、20日～40日間の車両使用停止処分が出された。
また自動車交通局長は、同日にタクシーの業界団体である、全国乗用自動車連合会と全国個人タクシー協会に対して、現金・金券類の提供禁止についての周知徹底と再発防止策の提出を要請すると同時に、ビール等の飲食物の提供について、「顧客獲得のための過剰なサービス競争を繰り広げることは、利用者に不公平感を与えるなど、公共交通機関として必ずしも好ましい行為とは言えず、節度をもったサービスを行うことが必要である」との見解を示した。